# Lodewijk Ypma

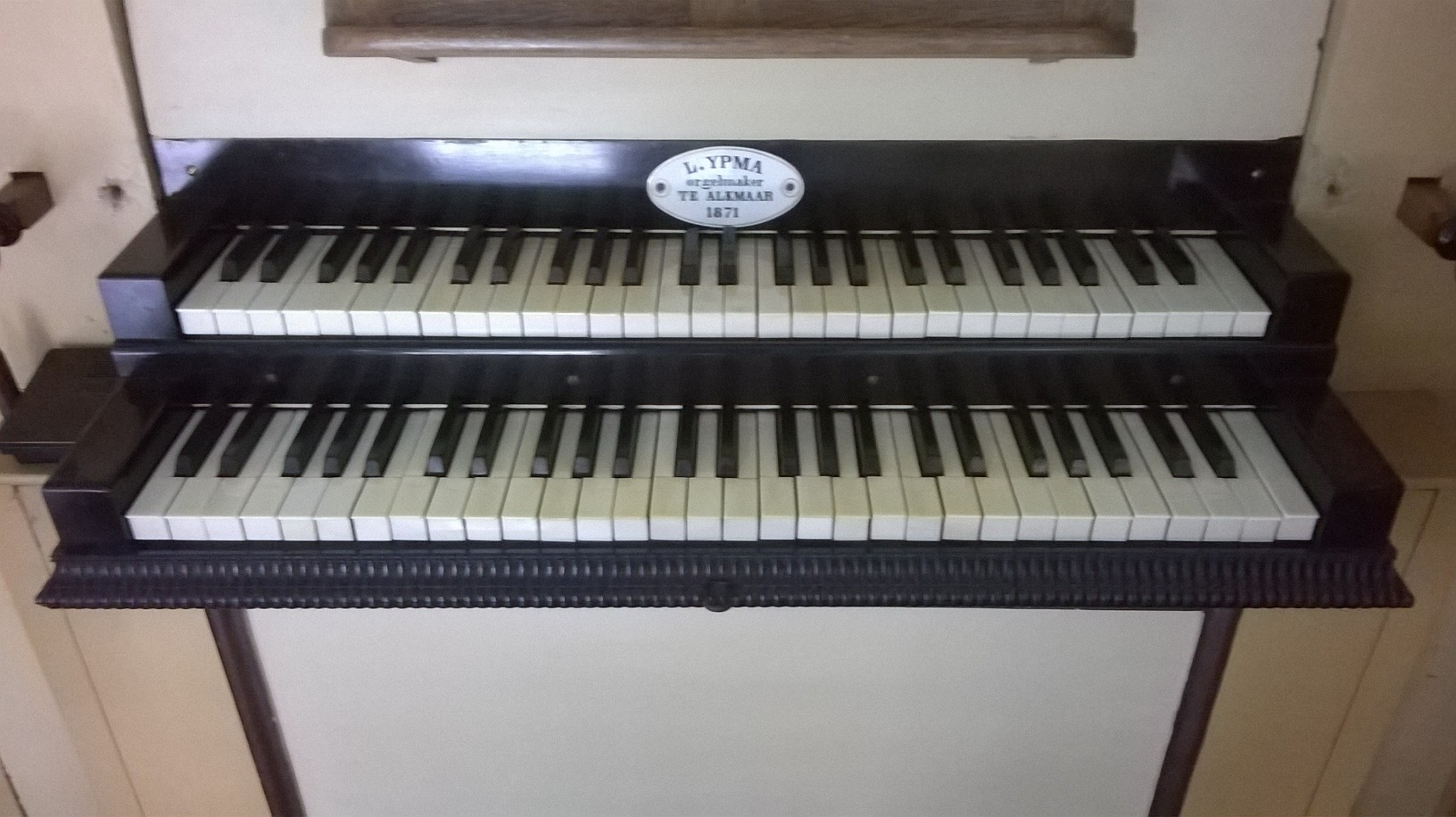
Speeltafel van het orgel van de Dorpskerk (Blokker) met naamplaat van L. Ypma, orgelmaker te Alkmaar, 1871

Lolke Sjoerds Ypma (Bolsward, 6 juli 1823 - Alkmaar, 6 februari 1887), bekend als Lodewijk Ypma, was een Nederlandse orgelbouwer die in Alkmaar woonde en werkte.

## Leven en werk
De drie orgelmakers Ypma waren zoons van een timmerman in Bolsward. De familie was actief in het orgelmakersvak van omstreeks 1835 tot 1902. De oudste broer was Dirk Sjoerds Ypma (1813-1853). Hij was een leerling van Willem van Gruisen, die zelf was opgeleid door zijn vader Albertus van Gruisen. Die was leerling geweest van Albertus Antoni Hinsz en langs die lijn was Dirk Ypma verbonden met de orgeltraditie die zich vanuit Noord-Duitsland over Noord-Nederland had verspreid.
Dirk Ypma was zijn bedrijf begonnen in 1836 in Bolsward, maar in 1842 vertrokken hij en zijn tien jaar jongere broer Lolke (Lodewijk) uit Friesland en verhuisden naar Alkmaar. Hun broer Eeltje Sjoerds Ypma (1819-1893) bleef in Bolsward, was timmerman net als hun vader, maar werd later ook orgelbouwer.
Na de dood van Dirk in 1853 ging Lodewijk alleen verder met de Alkmaarder orgelmakerij. De kerkorgels die onder Dirks leiding gebouwd waren golden als enigszins ouderwets, maar Lodewijk was in zijn disposities minder behoudend dan zijn broer. Door zijn katholieke achtergrond leverde Ypma na het herstel van de bisschoppelijke hiërarchie in Nederland in 1853 vooral orgels aan Rooms-katholieke kerken in de provincies Noord- en Zuid-Holland. Hij paste de klank aan voor de vereisten van de liturgie naar het voorbeeld van de op dat moment beroemdste Franse orgelbouwer Aristide Cavaillé-Coll. Hij voegde "zachte" registers toe, die meer mogelijkheden boden dan op dat moment gebruikelijk voor (koor-)begeleiding. Ze pasten in de mode van die dagen om meer "grond"klank te verkrijgen in plaats van de heldere en lichte klank die de orgels van Dirk Sjoerds kenmerkt. Hierdoor kreeg het bedrijf een moderner aanzien en de productie steeg met sprongen. De orgels van Ypma werden beschouwd als behorend tot de beste van hun tijd. Zijn grootste opus is het tweeklaviers orgel van de Sint-Martinuskerk in Westwoud, dat hij bouwde in 1863-1864. Het is vrijwel onveranderd tot op de huidige dag.
Ypma verrichtte ook onderhoud en verbouwingen aan bestaande orgels. Zo kreeg hij in 1882 de opdracht het Müllerorgel uit 1762 van de Kapelkerk in Alkmaar te restaureren. Sindsdien draagt de speeltafel zijn naamplaat met het jaartal 1882.

## Na Ypma
Na Lodewijks dood in 1887 zette zijn weduwe Anna Elisabeth Lucas (1829-1902) de firma voort als L. Ypma & Co. Toen zij in 1902 stierf werd het bedrijf verkocht aan de uit Weert afkomstige Jos. Vermeulen, die tot 1914 de naam Ypma bleef gebruiken en daarna het bedrijf voortzette onder zijn eigen naam. Ypma's meesterknecht Bernardus Pels begon voor zichzelf en richtte in 1903 in Alkmaar de orgelfirma Pels op. De nog steeds bestaande pianohandel Ypma in Alkmaar, later ook in Amsterdam, is opgericht door Petrus Ypma (1840-1913), een zoon van Dirk Sjoerds Ypma. De zaak werd na zijn overlijden voortgezet door een van zijn zonen Nicolaas Ypma, en weer later door een van diens zonen Steef Ypma. In 2018 vierde de firma het 150-jarig bestaan. In 2019 werd Ypma piano's overgenomen door de Belgische firma Maene.

## Enkele Ypma-orgels

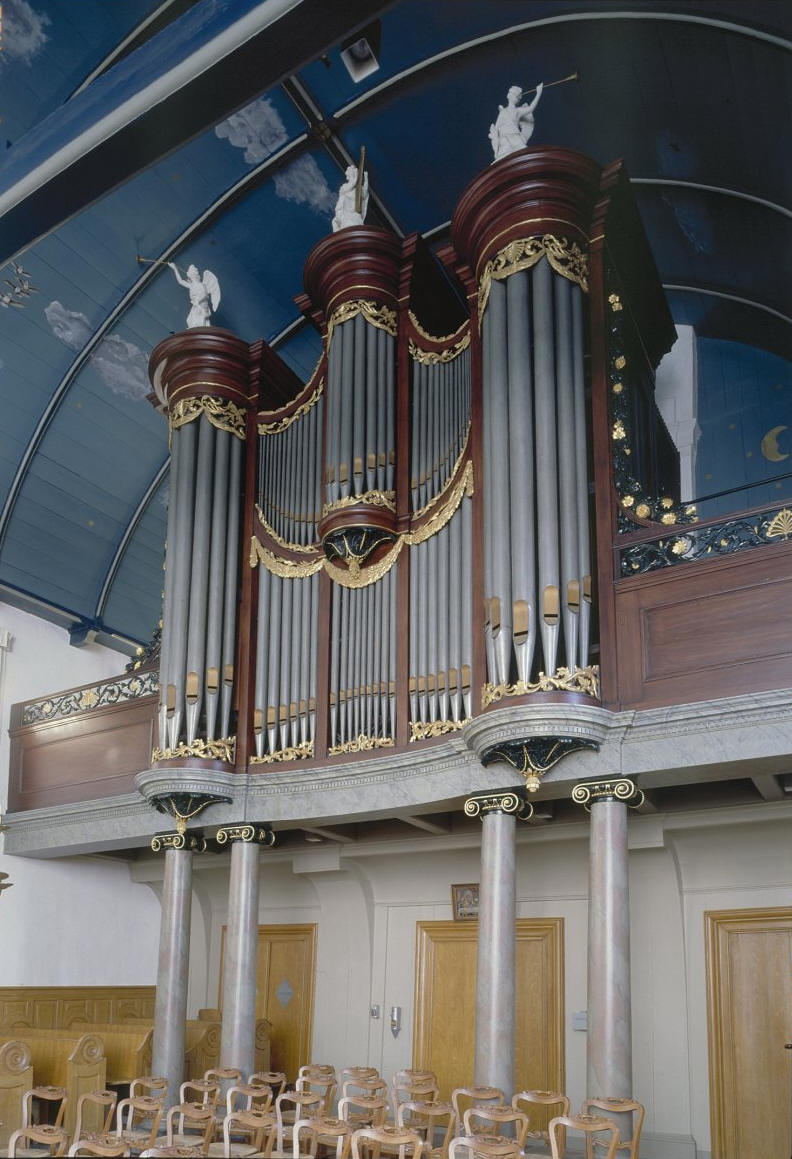
Hervormde kerk (Lemmer), gebouwd door Dirk Sjoerds Ypma, 1842, verbouwd door Van Dam in 1863.
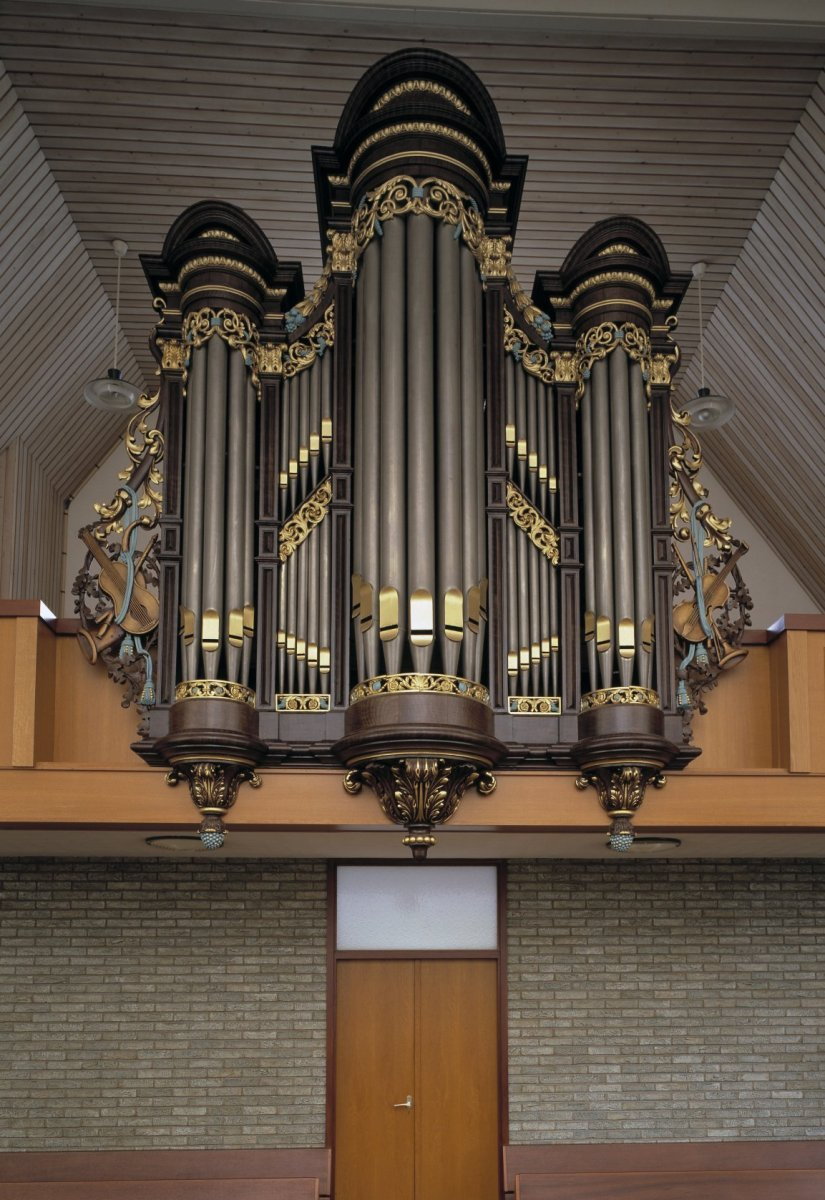
Calvijnkerk (Baarn), 1861, afkomstig uit de R.K. Onze-Lieve-Vrouw Visitatiekerk (Oosterblokker), verhuisd in 1925.
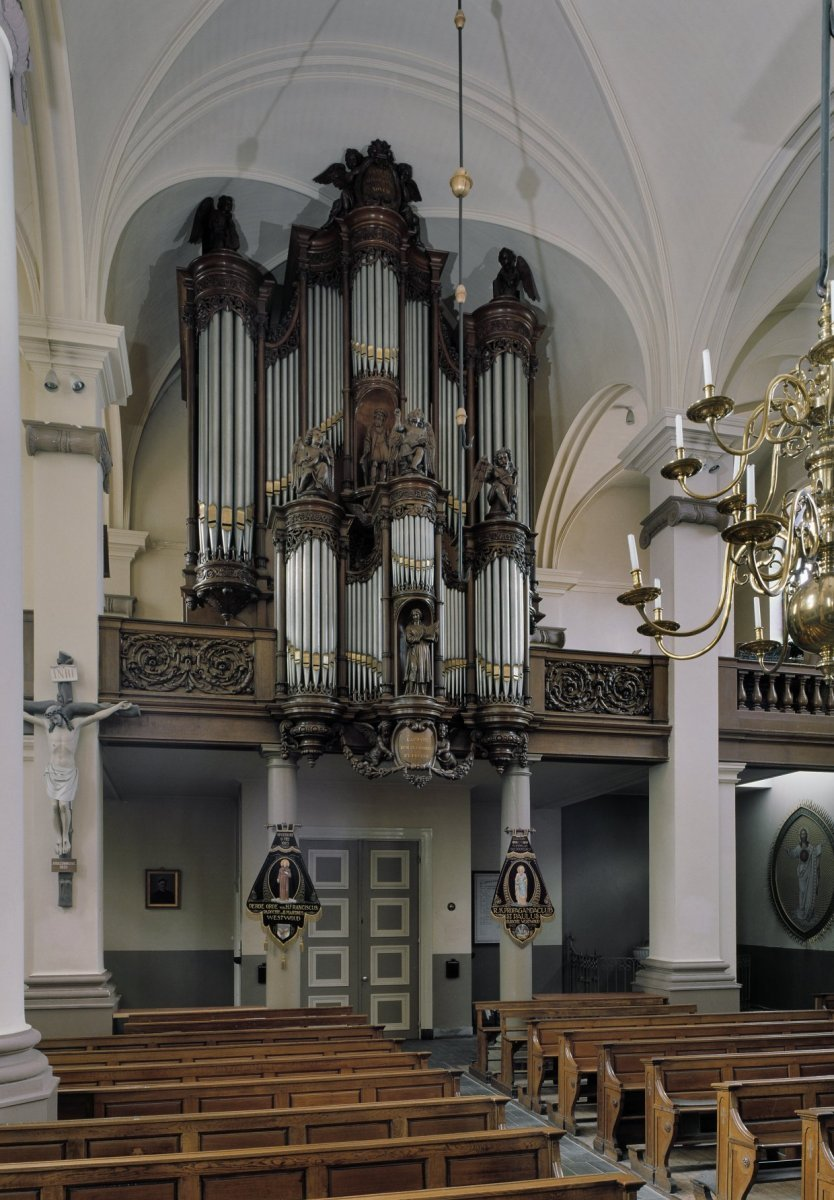
R.K. Sint-Martinuskerk (Westwoud), 1864, met orgelkas van Stephen Louis Veneman.
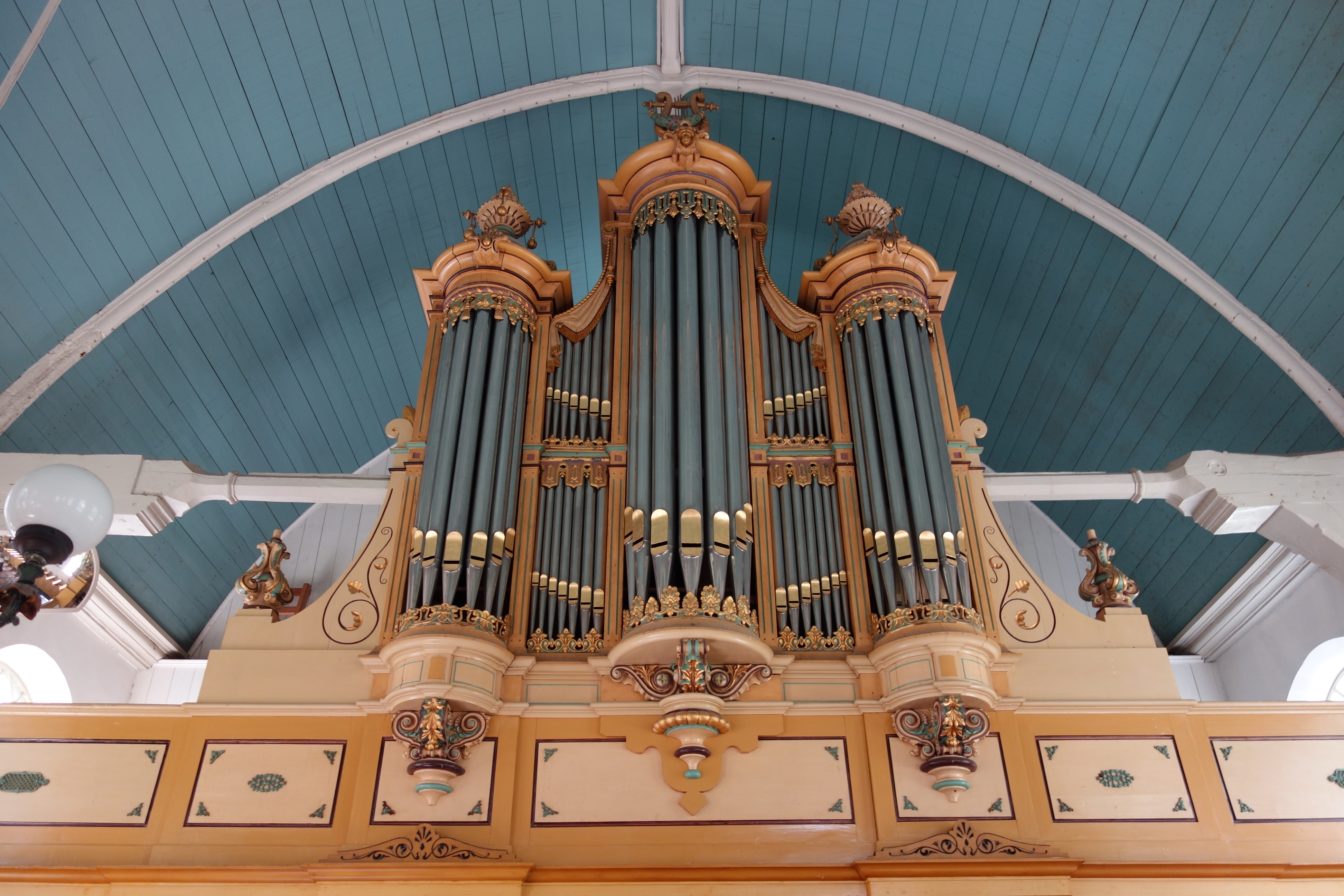
Dorpskerk (Blokker), 1871.
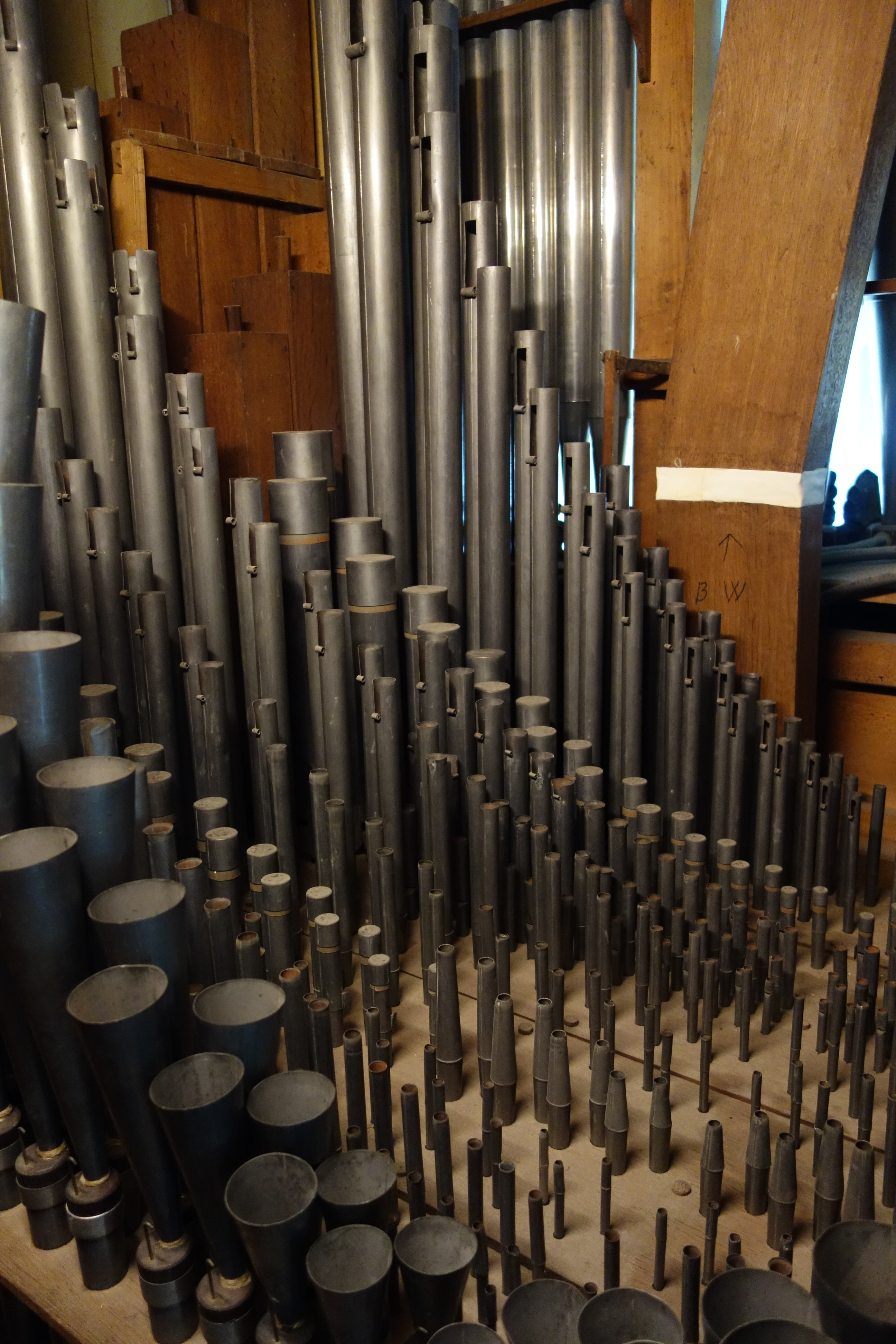
Pijpwerk van datzelfde orgel in Blokker.
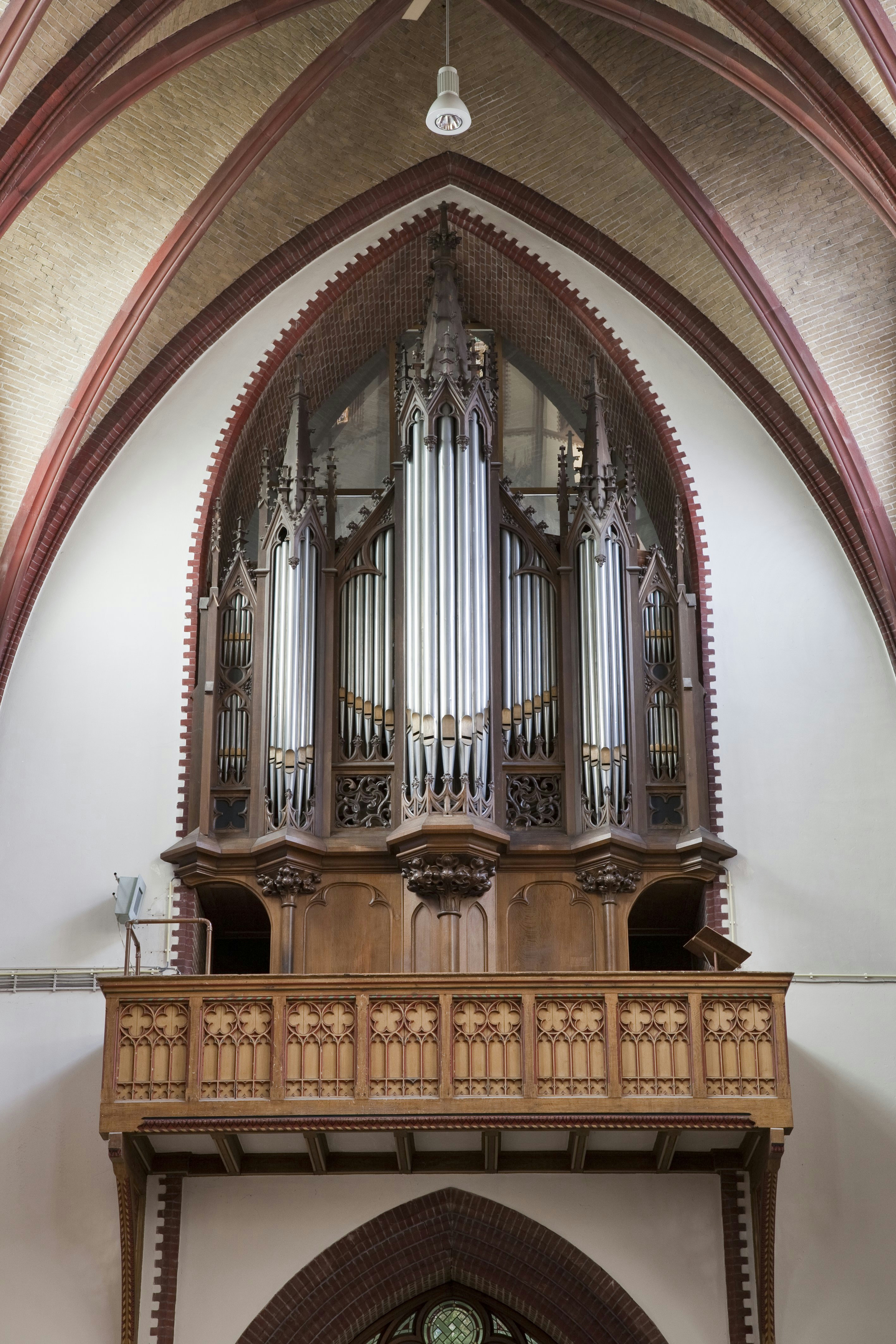
Sint-Nicolaaskerk (Sint Nicolaasga), 1871, afkomstig uit de R.K. kerk in Akersloot, verhuisd in 1975.
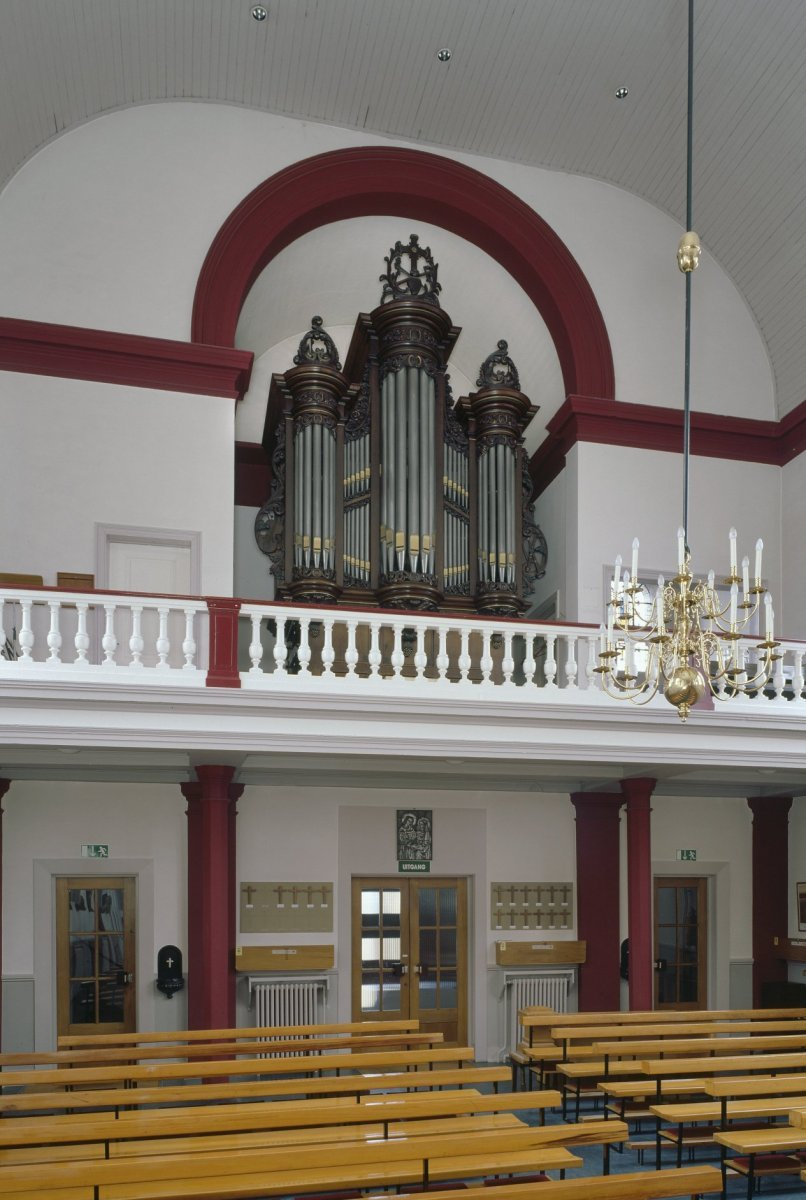
Onze-Lieve-Vrouw Visitatiekerk (Bleiswijk), 1871.
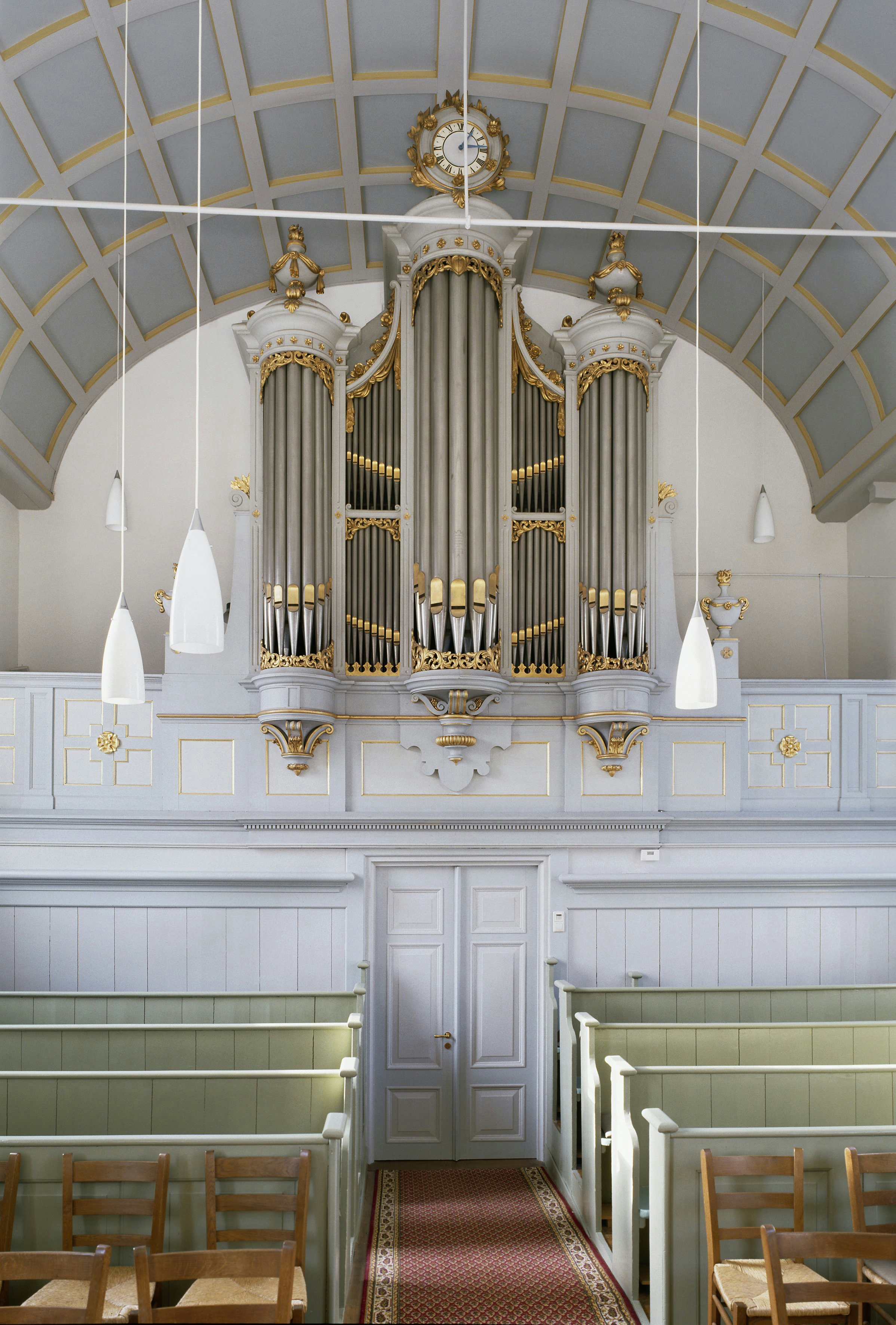
Protestantse kerk De Terp (Oudorp), 1877.
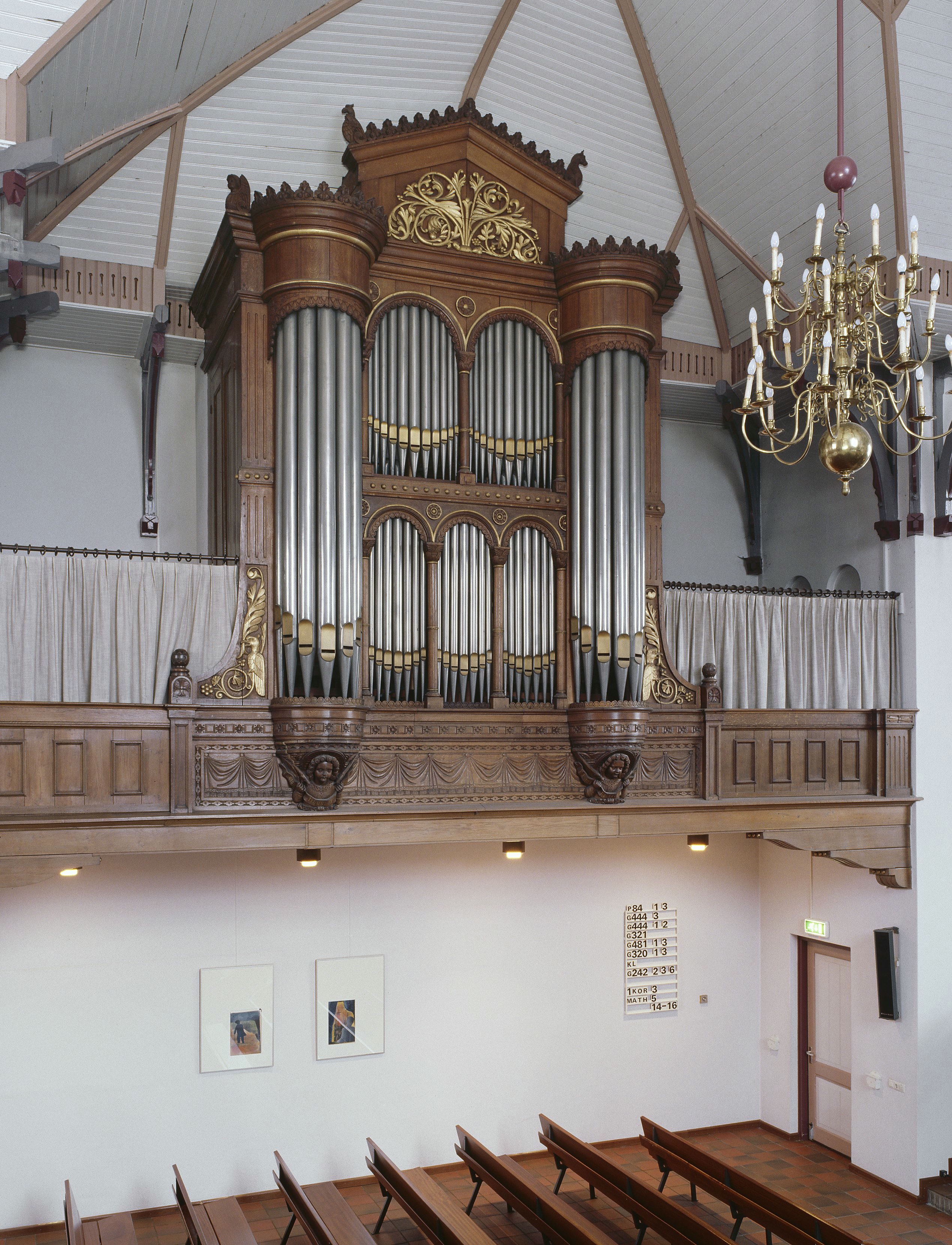
Noorderkerk (Ede), nu "Edesche Concertzaal", 1882, afkomstig uit de Corneliuskerk in Limmen, verhuisd in 1918.
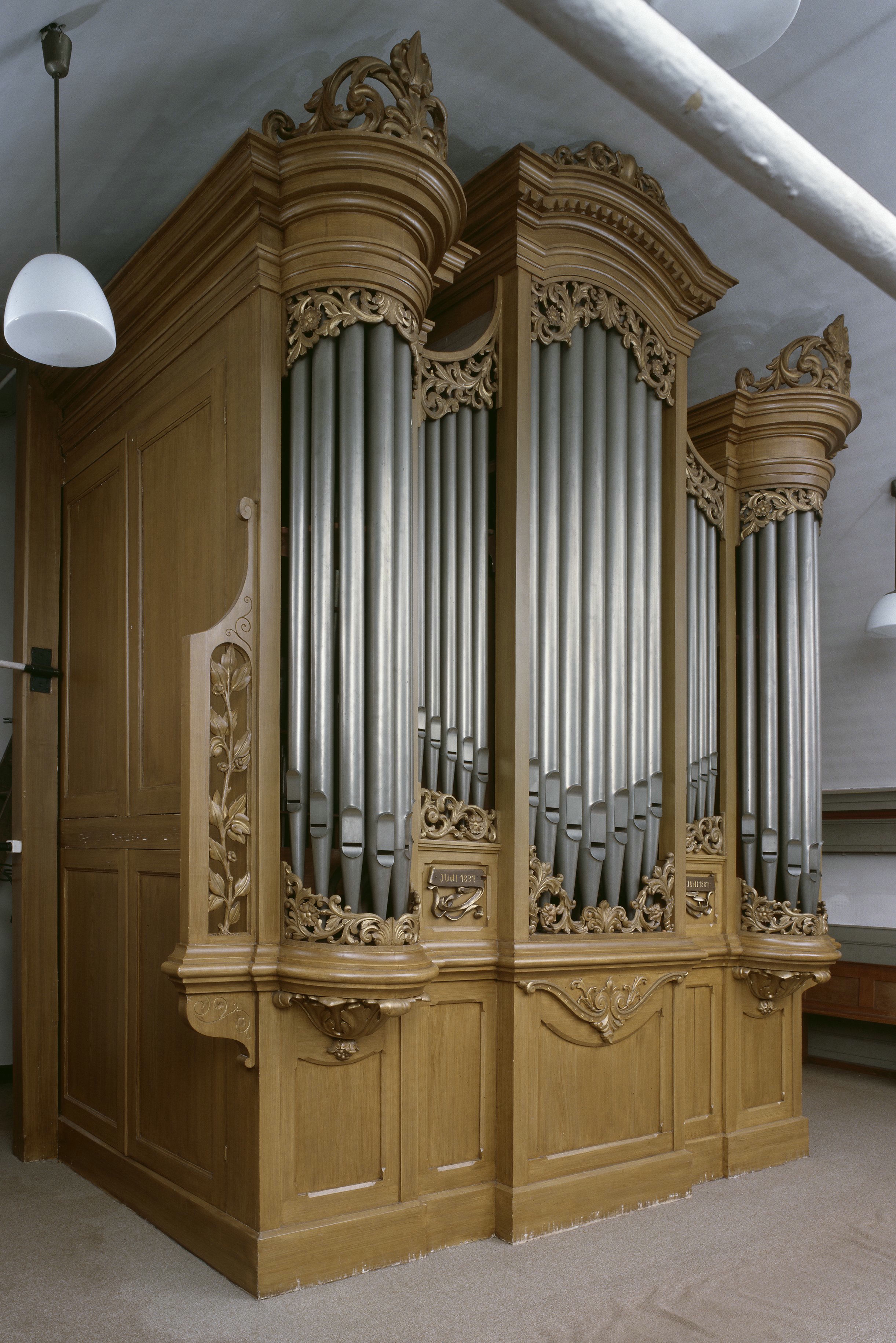
Sint-Jacobus de Meerderekerk (Haarlemmerliede), 1890, gemaakt na Lodewijks dood door de firma L. Ypma & Co.

Adema · Gebroeders Van der Aa · Jacobus Armbrost · Bakker & Timmenga · Johann Bätz · Jonathan Bätz · Joseph Binvignat · Sander Booij · Martin Butter · Van Dam · Matthijs van Deventer · Geert Pieters Dik · Johannes Duyschot · Roelof Barentszn Duyschot · Bernhardt Edskes · Marten Eertman · Gerardus Elberink · Elbertse · Antoon van Elen · Flentrop · Dirk Flentrop · Heinrich Hermann Freytag · Rudolf Garrels · Justus Geerkens · Pieter Geerkens · Gradussen · Albertus van Gruisen · Willem van Gruisen · Nicolaas van Hagen · Willem Hardorff · Hendrik Hermanus Hess · Jan van den Heuvel · Jan Adolf Hillebrand · Albertus Antoni Hinsz · Bernard Petrus van Hirtum · Nicolaas van Hirtum · Cornelis Hoornbeek · Klop Orgels & Klavecimbels · Hermanus Knipscheer · Johan Frederik Kruse · Ernst Leeflang · Lohman · Jan van Loo · Michaël Maarschalkerweerd · Pieter Maarschalkerweerd · Abraham Meere · Roelf Meijer · Michaël Mercator · Carl Friedrich August Naber · Familie Niehoff · Cornelis van Oeckelen · Petrus van Oeckelen · Detlef Onderhorst · Pels & Van Leeuwen · Pereboom & Leijser · Elbert Pluer · Radersma · Joachim Reichner  · Reil · Cornelis Rogier · Mense Ruiter · Conradus Ruprecht II · Hans Wolff Schonat · Franciscus Cornelius Smits · Frans Casper Snitger · Johannes Stephanus Strümphler · Johannes Wilhelmus Timpe · Valckx & Van Kouteren · Kam & Van der Meulen · Henk Veeningen · Matthijs Verhofstadt · Vermeulen · Verschueren · Johannes Vollebregt · Jacobus Vollebregt · Van Vulpen · Christian Gottlieb Friedrich Witte · Johan Frederik Witte · Lodewijk Ypma · Jacobus Zeemans
Zuid-Nederlands orgelbouwer (voor 1830)